# Bâkî
Bâkî (باقى), pseudonimo di Mahmud 'Abd ul-Bâkî o Mahmud Abdülbâkî (محمود عبدالباقى) (Costantinopoli, 1526 – Costantinopoli, 1600) è stato un poeta turco, considerato uno dei maggiori rappresentanti della poesia turca-ottomana.

## Biografia

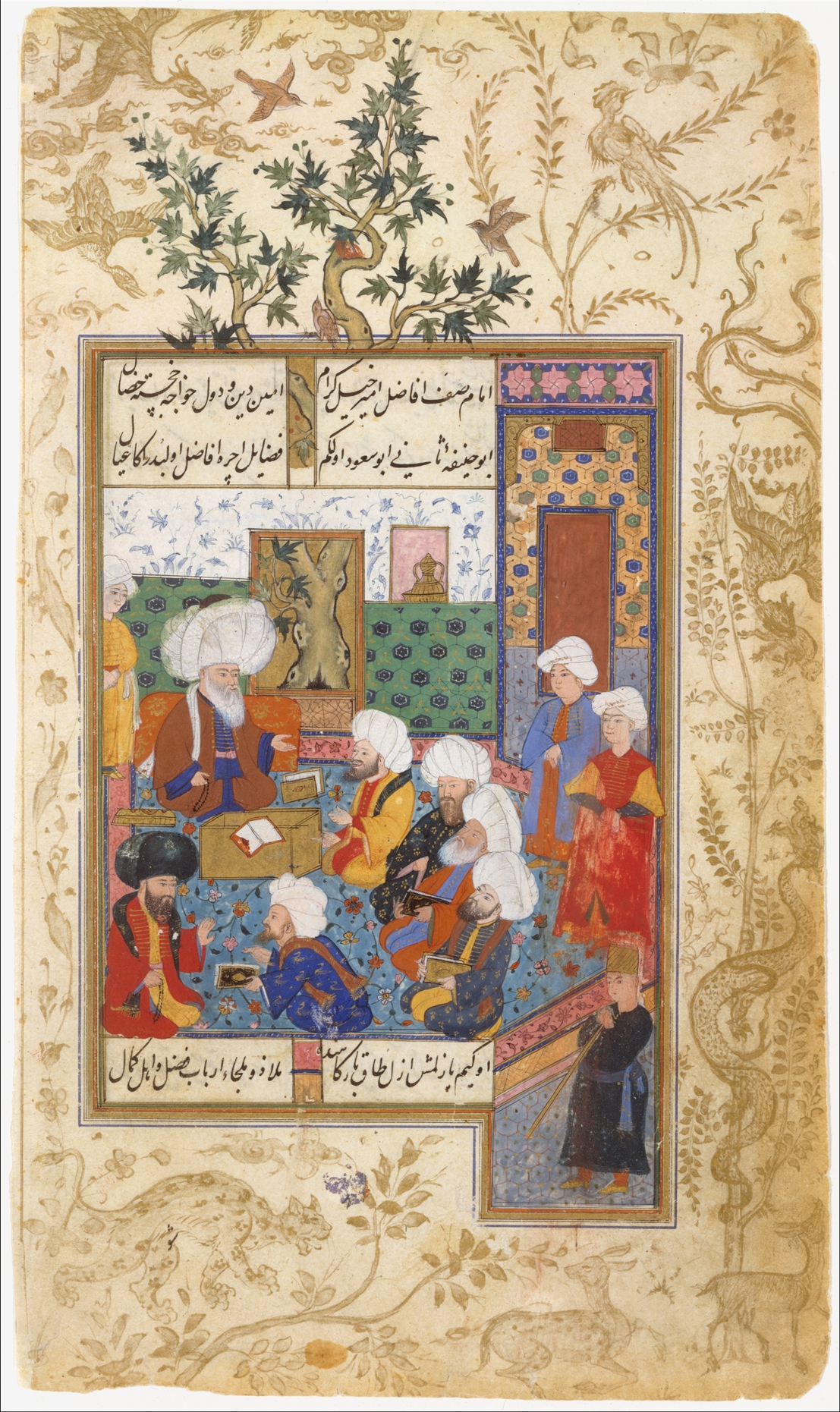
Il grande Abu Sa'ud insegna legge, tratto da un dīwān di Bâkî, Metropolitan Museum of Art

Bâkî nacque nel 1526 da una famiglia povera di Costantinopoli, figlio di un muezzin della moschea Fatih.
Riuscì a studiare medicina, scienze islamiche, teologia, l'arabo, il persiano e la letteratura classica, nonostante le condizioni economiche non floride della famiglia, cominciando a comporre versi in giovane età, apprezzati in una cerchia di letterati.
Nel 1555 una qaṣīda composta per elogiare Solimano il Magnifico, sugli altari per una vittoriosa spedizione in Persia, ottenne l'apprezzamento del sultano, verseggiatore egli stesso e mecenate, che lo introdusse a corte.
Incominciò per il dotto, brillante, ambizioso Bâkî una movimentata carriera, che non si arrestò nemmeno con la morte del suo protettore, anche se si allontanò per un breve periodo da Costantinopoli, e che condusse il poeta cortigiano ad ottenere, con parallela progressione, importanti cariche pubbliche nella magistratura e nell'insegnamento, dal ruolo di giudice a quello di visir, da quello di cadì a La Mecca a quello di insegnante ad Adrianopoli, mentre contemporaneamente si innalzava la sua fama letteraria (lo chiamavano «Sultano dei poeti»), che oscurava quella di Fuzûlî.
La produzione poetica di Bâkî fu costituita soprattutto di ghazal, brevi componimenti di origine persiana, congeniali alla delicatezza e grazia della sua ispirazione, e di qaṣīde; rare le composizioni a lungo respiro, come l'Elegia per la morte di Solimano, Mersiye-i Hazret-i Süleymân Hân (مرشيه ﺣﻀﺮت سليمان خان), una delle più famose della letteratura turca.
L'aria freme al tuo nome e l'onda si alza.

Oggi è finita la tua vita fertile

Il viola del parterre, delle foglie morte, è coperto.

... O mortali, o mortali, mantieni il tuo cuore puro,

Possa questo illustre esempio attirarti dal tuo sonno:

Questo leone che combatte, cavaliere meraviglioso

Il cui corso di razza era il mondo

Troppo stretto per la sua passione ...

La terra ha ricevuto la sua fronte come una foglia che si alza ....»
(Bâkî, Elegia per la morte di Solimano)
I temi furono quelli tradizionali della lirica erotico-mistica turca, come di quella persiana: il vino, gli efebi, le gioie della vita e dell'amore, ma si caratterizzarono per un'atmosfera di rinnovamento, intrisa da un'ondata di grande giocosità, di autoironia, che è forse l'elemento più peculiare del poeta.
Sotto la guida di Bâkî i temi tradizionali si trasformano in materia di scherzo per sorprendenti accostamenti e per irriverenti parallelismi; così come, grazie al suo prestigioso virtuosismo, le solite figure ed i vezzi lirici dello stile consueto prendono nuova vita in preziosi arabeschi verbali, affrescati mediante l'uso sapiente e opportuno di allitterazioni, giochi di parole, contrasti, idiotismi, doppi e anche tripli sensi, e insomma di ogni artificio che rivitalizzi l'immobilità del linguaggio letterario convenzionale,e anche se talvolta l'artificio è carente di profondità di sentimento, i versi di Bâkî si dimostrarono tra i migliori dell'età classica per la perfezione della forma, lo stile fluente e vivace e l'originalità delle immagini.
Seguendo le sue idee estetiche che perseguivano una poesia «elegante, scapestrata, gioconda e fresca», Bâkî spinse il virtuosismo e l'artificio sino a celare i delicati meccanismi che movimentano i suoi versi raffinati, sì che una parte di essi conservano un senso di spontaneità, a volte quasi popolaresca.
Pur avendo toccato l'apogeo della lirica turca persianeggiante, l'arte di Bâkî rappresentò anche l'inizio della crisi, influenzando a lungo le artificiose esercitazioni dei poeti della decadenza nel secolo successivo.
Bâkî morì nel 1600 a Costantinopoli.